# فاتيما كامبوس فيريرا
فاتيما كامبوس فيريرا (بالبرتغالية: Fátima Campos Ferreira‏) هي صحفية برتغالية، ولدت في 4 أبريل 1958 في لشبونة في البرتغال.

## وصلات خارجية
- فاتيما كامبوس فيريرا على موقع IMDb (الإنجليزية)
- فاتيما كامبوس فيريرا على موقع قاعدة بيانات الفيلم (الإنجليزية)